# Žandarmerija
Žandarmerija (oružništvo) je vojna formacija zadužena za obavljanje policijskih zadaća, iako mogu obavljati i neke vojne zadaće, a često služe i za obavljanje humanitarnih misija (npr. traganje i spašavanje). Ovisno o državama, žandarmerija može biti u nadležnosti ministarstva obrane (npr. Francuska) ili ministarstva unutarnjih poslova (npr. Argentina), ili u nadležnosti oba ministarstva (npr. Čile i Italija).
U pogledu organizacije, naoružanja, discipline i drugog, žandarmerije su slične vojnim postrojbama. Žandarmerija se ne smije mješati s vojnom policijom, koja ima ovlast postupati samo prema vojnim osobama.

## Popis modernih žandarmerija
Ovo je popis država koje imaju žandarmijske jedinice:
| - Alžir: Gendarmerie Nationale (El Dark El Watani) - Argentina: Gendarmería Nacional Argentina - Benin: Gendarmerie - Butan: Butanska kraljevska policija - Brazil: Polícia Militar - Bugarska: Žandarmerija (Жандармерия) - Burkina Faso: Gendarmerie - Kamerun: Gendarmerie - Kanada: Royal Canadian Mounted Police - Srednjoafrička Republika: Gendarmerie - Čad: Gendarmerie - Čile: Carabineros de Chile - Kina: Narodna nauružana policija - Kolumbija: Kolumbijska nacionalna policija - Komori: Gendarmerie - DR Kongo: Gendarmerie - Džibuti: Gendarmerie - Francuska: Gendarmerie Nationale - Gabon: Gendarmerie - Gvineja: Gendarmerie - Mađarska: Rendészeti Biztonsági Szolgálat - Indija: - nekoliko postrojbi - Irak: Nacionalna policija - Izrael: Izraelska granična policija | - Italija: Carabinieri (hrv. Karabinijeri) - Obala Bjelokosti: Gendarmerie - Libanon: Gendarmerie Libanaise (Amen el Dakhli) - Madagaskar: Gendarmerie - Mali: Gendarmerie - Mauritanija: Gendarmerie - Meksiko: Policia Federal Preventiva - Moldova: Trupele de Carabinieri - Monako: Carabiniers - Maroko: Gendarmerie Royale - Nizozemska: Koninklijke Marechaussee - Niger: Gendarmerie - Poljska: Żandarmeria Wojskowa - Portugal: Guarda Nacional Republicana - Rumunjska: Jandarmeria Română - Ruanda: Gendarmerie - San Marino: Gendarmeria - Senegal: Gendarmerie - Srbija: Žandarmerija (Жандармерија) - Španjolska: Guardia Civil - Švicarska: švicarska žandarmerija je uniformirana policija francuskih kantona - Togo: Gendarmerie - Turska: Jandarma - SAD: mnoge se državne policije mogu opisati kao žandarmerije - Vatikan: Corpo della Gendarmeria |

## Povijest žandarmerije u Hrvatskoj
U Hrvatskoj su u povijesti djelovale žandarmerije poput Hrvatskoga oružništva u NDH, Jugoslavenske žandarmerije u Kraljevini Jugoslaviji i različitih žandarskih snaga Austro-Ugarske Monarhije.